# Yola Mgogwana
Yola Mgogwana (Ciudad del Cabo, 2008) es una activista climática sudafricana.

## Trayectoria
Mgogwana es estudiante de la escuela primaria Yolomela en Khayelitsha, uno de los municipios más empobrecidos de Ciudad del Cabo. Su educadora ambiental es Xoli Fuyani, quien es tanto una mentora como una colaboradora clave en su trabajo, y también es la Coordinadora de Educación Ambiental en el Proyecto Earthchild, una organización sin fines de lucro con la que Mgogwana está conectada.
El activismo de Mgogwana comenzó en 2019, cuando sólo tenía once años, tras preocuparse por la contaminación, los patrones climáticos inusuales y la inminente crisis del agua en su país. Ha sido una inspiración para que los jóvenes de África se unan a ella en su lucha por la justicia climática. Junto con la científica Kiara Nirghin y Ruby Sampson, ha sido aclamada como la respuesta sudafricana a la activista climática sueca Greta Thunberg.
Mgogwana ha sido una ponente activa en las escuelas y ha instado repetidamente al gobierno a tomar medidas urgentes sobre el cambio climático. Comenzó a colaborar como voluntaria con el proyecto Earthchild en enero de 2019, cuyo objetivo es llevar la educación ambiental a las comunidades y aulas que aún no tienen acceso a estos conocimientos. En marzo de 2019, se unió a una huelga juvenil por el clima y marchó hasta el Parlamento exigiendo mejores políticas y justicia. Tras este acto, habló ante una audiencia de 2.000 jóvenes en Ciudad del Cabo. 
En agosto de 2019, fue la ponente principal en el simposio del Fondo de Población de las Naciones Unidas (UNFPA, por sus siglas en inglés), sobre Salud Sexual y Reproductiva, Género y Resiliencia al Cambio Climático en Johannesburgo.
Su labor se enmarca en el creciente reconocimiento entre los jóvenes de todo el mundo de que su generación se enfrentará a las consecuencias más graves del cambio climático, aunque ellos hayan contribuido poco a la devastación del medio ambiente. Su activismo se ha inspirado en la palabra zulú ubuntu, que significa "Yo soy, porque tú eres". 

## Reconocimientos
Mgogwana ha recibido el reconocimiento en los medios de comunicación nacionales e internacionales como una notable y joven activista climática que se asemeja a Greta Thunberg en Sudáfrica.